# House of the Temple
House of the Temple (Maison du Temple) est le nom d'un temple maçonnique situé à Washington. Il est le siège du Suprême Conseil de la Juridiction Sud des États-Unis d'Amérique pour le Rite écossais ancien et accepté. Il se situe sur Dupont Circle à approximativement 1,6 kilomètre de la Maison-Blanche.

## Histoire
La décision de construire la maison du Temple à  Washington DC sur son emplacement actuel, est actée 110 ans après la création du Suprême Conseil de la Juridiction Sud des États-Unis pour le Rite écossais ancien et accepté, par le grand commandeur James d.Richardson. Le grand maître J.Claude Keeper de la Grande Loge du district de Columbia, pose la première pierre du bâtiment dans sa partie Nord-Est le 18 octobre 1911.
Le temple est conçu par l’architecte John Russell Pope qui définit son projet en s'inspirant du mausolée d'Halicarnasse, une des sept merveilles du monde. Le bâtiment est officiellement inauguré et consacré le 18 octobre 1915.
La conception du bâtiment est largement saluée par les architectes contemporains de John Russell Pope. Il remporte pour cet ouvrage la médaille d'or de La fédération des architectes de New York en 1917. En 1920 l'architecte français Jacques Gréber le décrit dans son livre comme « un monument de somptuosité remarquable »  affirmant que « l'ensemble est une admirable étude de l'architecture antique ». L'architecte américain Fiske Kimball le décrit dans un livre de 1928 comme  « un exemple du triomphe de la forme classique en Amérique ». Dans les années 1920, un groupe d'architectes la nommé comme  « l'un des trois meilleurs édifices publics » aux États-Unis, avec le Capitole de l'État du Nebraska et l'Union Building panaméricain. En 1932, il est classé comme l'un des dix premiers bâtiments dans le pays par un sondage effectué auprès des architectes du gouvernement fédéral.
La Maison du Temple est citée comme un patrimoine contribuant à l'histoire du district et de la XVIe avenue, il est inscrit au registre national des lieux historiques depuis 1978. Le bâtiment abrite également une bibliothèque publique qui dispose d'une des plus grandes collections du poète écossais et franc-maçon Robert Burns.
En 1942, les restes de l'ancien souverain Grand commandeur Albert Pike sont exhumés du cimetière d'Oak Hill et ré-inhumés dans la Maison du Temple. En 1952, John Henry Cowles qui régna pendant 31 ans en tant que Grand commandeur sur la Juridiction sud, est également inhumé dans la temple.
De 1990 à 2011, le temple a accueilli un jardin communautaire sur son domaine. 1 000 m², divisé en 70 petites parcelles sont travaillées par les riverains. À l'automne 2011, les jardins ont été fermés afin d'utiliser l'espace pour la mise en œuvre d'un projet de réhabilitation de la Maison du Temple.

## Dans la culture populaire
Le bâtiment est le lieu de plusieurs scènes du livre Le Symbole perdu (2009) de Dan Brown.